# Esso Golden Tournament
Het Esso Golden Tournament was een golftoernooi in Engeland. Het werd georganiseerd door de Britse PGA en vond plaats op de Moor Park Golf Club in Rickmansworth in Hertfordshire. De formule was round-robin.
De eerste editie was in 1961, er deden vijftien spelers mee, de beste tien uit Groot-Brittannië en vijf genodigden: Kel Nagle, Harold Henning, Peter Thomson, John Jacobs en Dave Thomas. Bij dit toernooi kregen de spelers £ 100 startgeld. Ze speelden voor een prijzengeld van £ 5700. De winnaar kreeg £ 750. Voor een hole-in-one op hole 18 werd £ 10.000 uitgeloofd. De eerste editie werd gewonnen door Dave Thomas en Peter Thomson, die beiden 21 punten hadden.
De round-robin wordt niet vaak gespeeld en was in die tijd populair in de Verenigde Staten. De bedoeling is dat iedere speler tegen de andere 14 moest spelen. Een gewonnen partij leverde twee punten op en £ 40. Dagelijks werden twee rondes gespeeld.
In 1963 speelde Harold Henning de eerste dag tegen Christy O'Connor. Hij verloor op hole 17 met 2&1, maar op weg naar het clubhuis speelden ze toch maar even hole 18. Henning maakte een hole-in-one en won de ter beschikking gestelde £ 10.000.

## Winnaars
- 1961:  Dave Thomas en  Peter Thomson
- 1962:  Dave Thomas
- 1963:  Kel Nagle
- 1964:  Peter Alliss
- 1965:  George Will
- 1966:  Dave Thomas
- 1967:  Kel Nagle